# Джуца (селище)
Джуца (рос. Джуца) — селище у складі муніципальної освіти «Сільське поселення Етокська сільрада» Предгірного району Ставропольського краю.

## Географія
Селище Джуца розташоване на висоті 609 м над рівнем моря.
Відстань до крайового центру: 144 км.
Відстань до районного центру: 13 км.